# Colegio Militar de la Nación
Il Colegio Militar de la Nación è una delle istituzioni formative dell'esercito argentino. Si estende a cavallo fra le città di El Palomar e Ciudad Jardín Lomas del Palomar, nella provincia di Buenos Aires. Forma i futuri ufficiali del Corpo Comando e del Corpo Professionale.

## Storia
Fu istituito dal presidente Domingo Faustino Sarmiento con la legge 357 l'11 dicembre 1869, con l'obbiettivo di formare i futuri ufficiali dell'esercito argentino. In quegli anni infatti l'Argentina era impegnata nella guerra del Paraguay che, oltre aver causato consistenti perdite, aveva evidenziato le gravi carenze organizzative delle forze armate nazionali. La sede fu ospitata nell'odierno Parque Tres de Febrero di Buenos Aires mentre il primo direttore fu un ufficiale ungherese, il colonnello János Czetz. Nel 1892 il Colegio Militar de la Nación fu trasferito nella località di San Martín, nella provincia di Buenos Aires.
Il 23 dicembre 1937 furono inaugurate le odierne installazioni, situate nell'area che nel 1852 fu teatro della battaglia di Caseros che segnò la fine della dittatura di Juan Manuel de Rosas.